# Il Penseroso
Il Penseroso (it. »Der Gedankenvolle« oder »Der Nachdenkliche«) ist ein Gedicht John Miltons, das 1645 publiziert wurde. Unter Anrufung der personifizierten Melancholie bzw. Schwermut erhebt es das zurückgezogene, der sinnenden Betrachtung gewidmete Leben zum Ideal. Der melancholische Einklang der Seele mit der Welt ist das Gegenstück zum Gedicht L’Allegro, das die Heiterkeit in Leben und Literatur behandelt.

## Gedicht
Während L’Allegro den in der ländlichen Idylle verbrachten Tag schildert, evoziert Il Penseroso eine Antithese dazu. Der Erzähler begeht eine nächtliche Szenerie, in der ein Kloster und ein Turm als Orte des Rückzugs erscheinen. Er widmet sich klassischen geistig-literarischen Studien wie der Philosophie, der Allegorie oder der Tragödie und hymnischen Gesängen, die ihn zu einer abschließenden Vision führen:
And may at last my weary age | Find out the peaceful hermitage | The hairy gown and mossy cell | Where I may sit and rightly spell | Of every star that heav'n doth show | And every herb that sips the dew | Till old experience do attain | To something like prophetic strain | These pleasures, Melancholy, give / And I with thee will choose to live.
Und möge zuletzt mein müdes Alter | Die friedvolle Einsiedelei finden | Das härene Gewand und die mit Moos bewachsene Zelle | Wo ich sitzen mag und richtig deuten | Jeden Stern, den der Himmel zeigt | Und jedes Kraut, das den Tau aufsaugt | Bis langjährige Erfahrung heranreicht | An beinahe etwas wie Prophetie | Diese Freuden, Schwermut, schenke | Und mit dir werde ich zu leben wählen.
Die Entstehungszeit des Gedichts ist unsicher. Zwar wurde es erst 1645 in den Juvenile poems publiziert, doch deuten Form und Inhalt auf die Zeit kurz nach dem Verlassen Cambridges, das heißt auf 1632. Il Penseroso fällt – insbesondere in seiner Koppelung mit L’Allegro – augenscheinlich in die Gattung der Bukolik, wie sie sich von Theokrit herleitete. Die Forschung schlägt noch weitere Traditionsstränge vor, so die Lobdichtung der Renaissance, die Homerischen Hymnen oder Pindarische Oden. Das Gedicht erfuhr eine breite Rezeption in Nachdichtungen und anderen künstlerischen Umsetzungen, vor allem im 18. Jahrhundert. 1740 vertonte Georg Friedrich Händel die Texte zum Oratorium L’Allegro, il Penseroso ed il Moderato, William Blake setzte das Gedicht wie auch L’Allegro zwischen 1816 und 1820 in Bilder um, ebenso  Thomas Cole 1845. Il Penseroso gilt mit seinen Schlusszeilen zudem auch als wesentliche Inspirationsquelle für das Phänomen der Schmuckeremiten, die im 18. und 19. Jahrhundert englische Landschaftsparks besiedelten.

## Illustrationen zuIl Penseroso

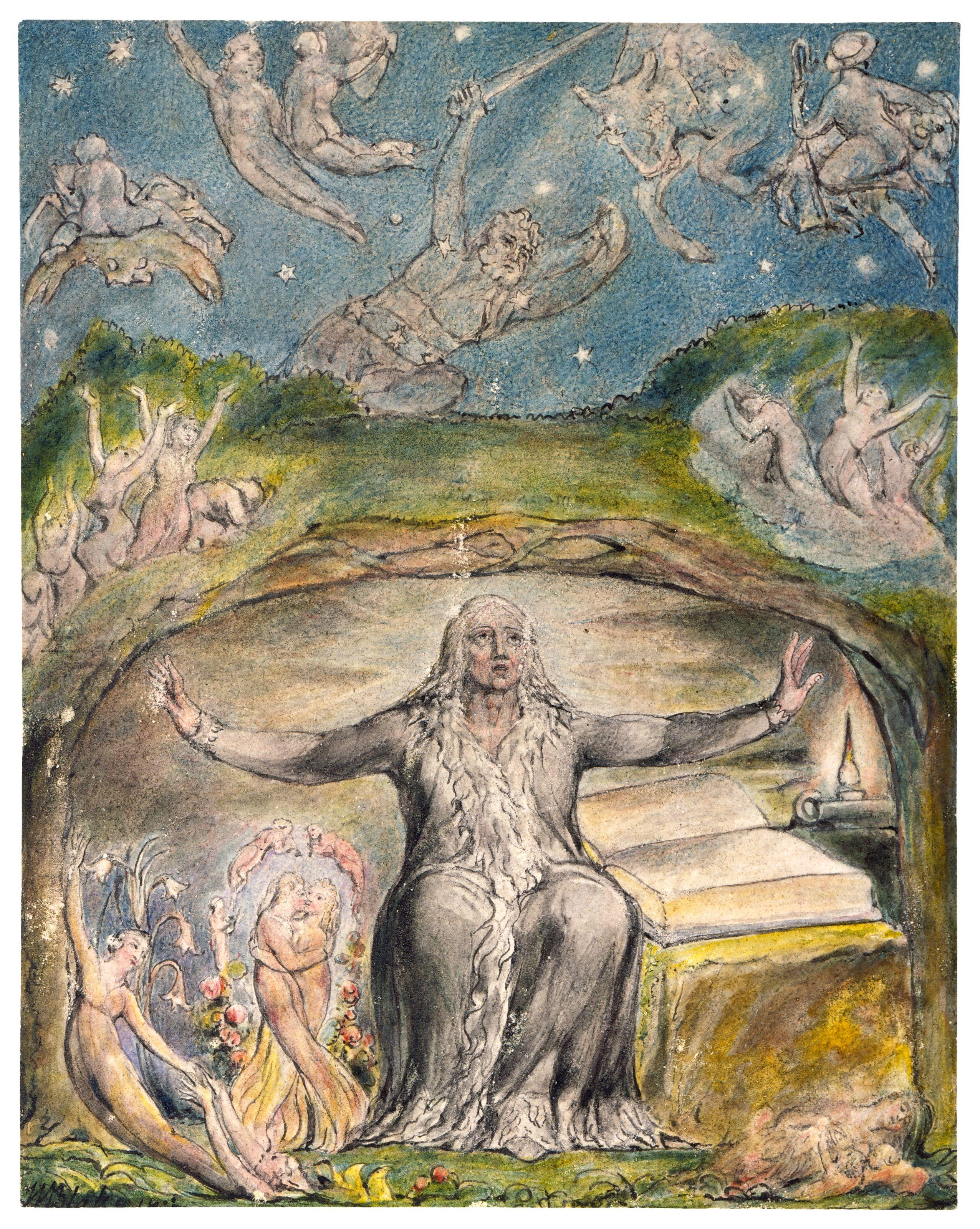
Milton in His Old Age von William Blake
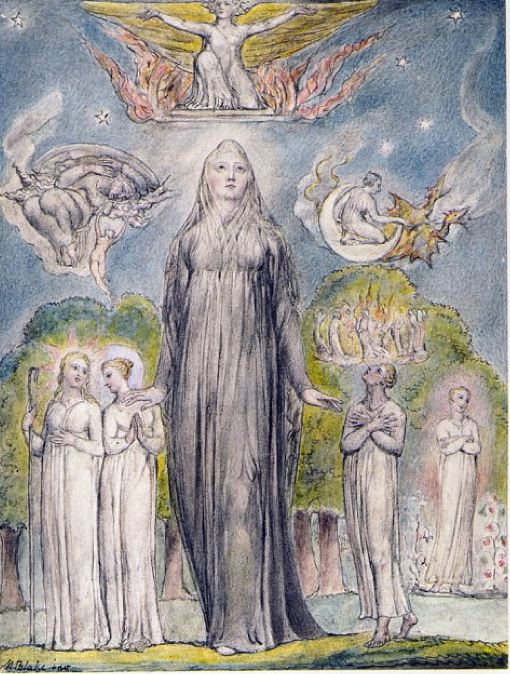
Melancholy von William Blake
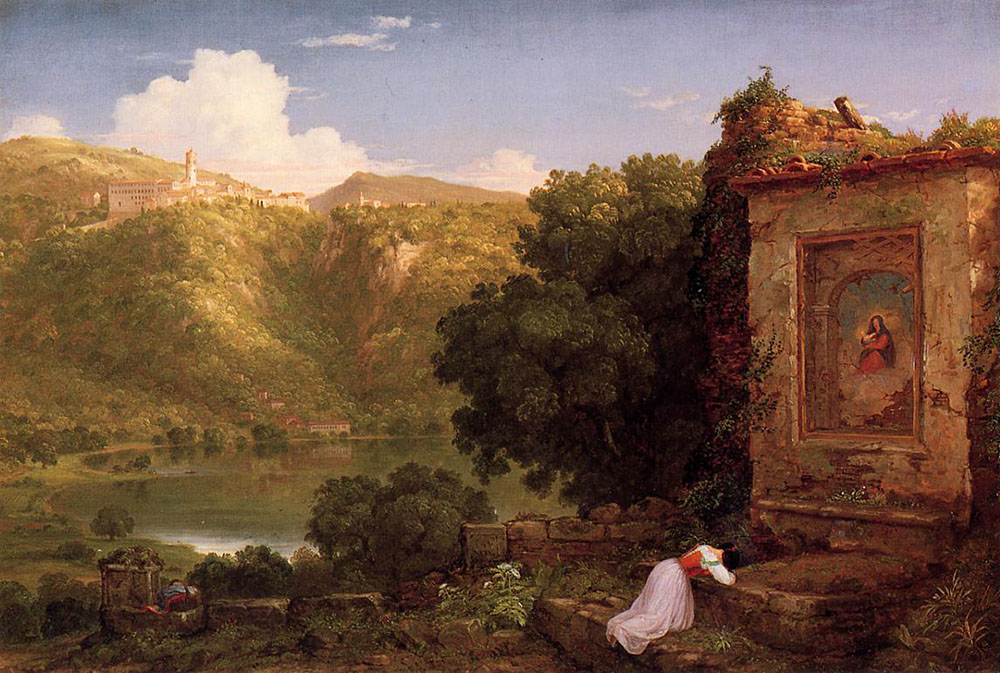
Il Penseroso von Thomas Cole